# Paragwaj na Mistrzostwach Świata w Lekkoatletyce 2009
Paragwaj na Mistrzostwach Świata w Lekkoatletyce 2009 – reprezentacja Paragwaju podczas czempionatu w Berlinie liczyła 1 zawodnika, który wystąpił w konkursie rzutu oszczepem.

## Występy reprezentantów Paragwaju

### Mężczyźni
- Rzut oszczepem
  - Víctor Fatecha z wynikiem 68,65 zajął 41. miejsce w eliminacjach i nie awansował do finału